# Jean-Pierre Courtois
Jean-Pierre Courtois (* in Saint-Hippolyte, Franche-Comté) war ein französischer Kirchenmaler.
Jean-Pierre Courtois war der Vater von Jacques, Guillaume und Jean-Baptiste Courtois. Er erlangte jedoch nicht die Bekanntheit seiner Söhne. Von ihm stammen Bilder in der Kirche Saint-Léger in Chaux-lès-Châtillon, die er zwischen 1620 und 1625 schuf.